# 伊塔佩比
伊塔佩比（葡萄牙語：Itapebi）是巴西巴伊亚州的一个市镇。总面积972.036平方公里，总人口11161人，人口密度11.5人/平方公里。